# Brittney Griner
Brittney Yevette Griner (ur. 18 października 1990 w Houston) – amerykańska koszykarka występująca na pozycji środkowej, mistrzyni olimpijska, świata oraz WNBA, obecnie zawodniczka Phoenix Mercury w lidze WNBA, w okresie letnim.
Jest liderką NCAA Division I w liczbie bloków (748), uzyskanych podczas całej kariery akademickiej oraz wykonanych wsadów (18). Ustanowiła też 12 rekordów wszech czasów konferencji Big 12 NCAA, m.in. w liczbie zdobytych punktów (3283), bloków (748), celnych rzutów wolnych (787), celnych rzutów z gry (1,247), rozegranych spotkań (148), gier w składzie podstawowym (148), triple-doubles (5-krotnie).

## Osiągnięcia
Stan na 19 lutego 2022, na podstawie, o ile nie zaznaczono inaczej.

### NCAA
- Mistrzyni NCAA (2012)
- Uczestniczka rozgrywek:
  - NCAA Final Four (2010, 2012)
  - Elite 8 turnieju NCAA (2010, 2011, 2012)
  - Sweet 16 turnieju NCAA (2010–2013)
- Mistrzyni:
  - turnieju konferencji Big 12 (2011–2013)
  - sezonu regularnego Big 12 (2011–2013)
- Koszykarka Roku:
  - NCAA:
    - według:
      - United States Basketball Writer Of America (USBWA – 2012, 2013)
      - Associated Press (AP – 2012, 2013)

    - im. Naismitha (2012, 2013)[3]
    - im. Johna R. Woodena (2012, 2013)[4]

  - Konferencji Big 12 (2011–2013)
- Most Outstanding Player (MOP=MVP) turnieju kobiet NCAA (2012)
- Najlepsza pierwszoroczna zawodniczka roku NCAA (2010 według United States Basketball Writer Of America – USBWA)
- Laureatka nagród:
  - Defensywna Zawodniczka Roku Konferencji Big 12 (2010–2013)
  - Wade Trophy (2012, 2013)
  - Best Female Athlete ESPY Award (2012)
  - Big 12 Female Athlete of the Year (2012)
- Zaliczona do:
  - I składu:
    - All-American (2011, 2012 przez Associated Press)
    - All-Big 12 Freshman Team (2010)

  - II składu All-American (2010 przez Associated Press)
- Liderka NCAA w skuteczności rzutów z gry (2013)

### WNBA
- Mistrzyni WNBA (2014)
- Defensywna Zawodniczka Roku WNBA (2014, 2015)[5]
- Laureatka WNBA Peak Performers Award (2017 w kategorii punktów)
- Zaliczona do: 
  - I składu:
    - WNBA (2014, 2019, 2021)[6][7]
    - defensywnego WNBA (2014, 2015, 2018)
    - debiutantek WNBA (2013)

  - II składu:
    - WNBA (2015, 2017, 2018)
    - defensywnego WNBA (2016, 2017, 2019[8], 2021)[9]

  - składu WNBA 25th Anniversary Team (2021)[10]
- Uczestniczka:
  - meczu gwiazd:
    - WNBA (2013 – powołana, nie wystąpiła z powodu kontuzji, 2014, 2015, 2017–2019[11], 2021)
    - kadra USA vs gwiazdy WNBA (2021)[12]

  - konkursu Skills Challenge WNBA (2019)[13]
- Liderka WNBA w:
  - średniej punktów (2017, 2019)[14]
  - skuteczności rzutów z gry (2015)
  - blokach (2013–2019, 2021)[15]
- Rekordzistka WNBA w średniej bloków (4,04 – 2015)[16]

### Inne drużynowe
- Mistrzyni:
  - Euroligi (2016, 2018, 2019, 2021)
  - Rosji (2016–2019)[17]
- Wicemistrzyni chińskiej ligi WBCA (2015)[18]
- Brąz Euroligi (2017)
- Zdobywczyni:
  - Superpucharu Europy (2016)
  - pucharu Rosji (2017)
- Finalistka Superpucharu Europy (2015)

### Inne indywidualne
(* – nagrody przyznane przez portale eurobasket.com, asia-basket.com)
- MVP:
  - meczu gwiazd chińskiej ligi WBCA (2014)
  - rosyjskiej ligi PBL (2017, 2019)*
  - finałów ligi rosyjskiej (2018, 2019)
  - Final Four Euroligi (2019)
- Defensywna zawodniczka roku ligi*:
  - chińskiej (2014, 2015)[18][19]
  - rosyjskiej (2016, 2019)[17]
- Najlepsza*:
  - zagraniczna zawodniczka ligi rosyjskiej (2017–2019)
  - środkowa:
    - WBCA (2015, 2019)[18]
    - ligi rosyjskiej (2017)

  - skrzydłowa ligi rosyjskiej (2018)
- Zaliczona do*:
  - I składu:
    - ligi:
    - chińskiej (2014, 2015)[18][19]
    - rosyjskiej (2017–2019)
    - zawodniczek zagranicznych ligi:
      - chińskiej (2014, 2015)[18][19]
      - rosyjskiej (2016–2019)[17]

  - II składu rosyjskiej ligi PBL (2016)[17]
- Uczestniczka meczu gwiazd chińskiej ligi WCBA (2014, 2015)[18][19]
- Liderka:
  - strzelczyń ligi rosyjskiej (2018, 2020)
  - w blokach:
    - Euroligi (2017–2019)
    - ligi:
      - chińskiej (2014, 2015)[18][19]
      - rosyjskiej (2016–2019)[17]

### Reprezentacja
- Mistrzyni:
  - świata (2014, 2018)
  - igrzysk olimpijskich (2016, 2020[20], 2024[21])
- Zaliczona do I składu mistrzostw świata (2014)[22]
- Liderka igrzysk olimpijskich w skuteczności rzutów z gry (68,9% – 2020)[23]